# نورما آلياندرو
نورما آلياندرو روبيلدو (بالإسبانية: Norma Aleandro Robeldo)‏‏ (2 مايو 1936)، هي ممثلة، كاتبة السيناريو ومخرجة مسرحية أرجنتينية مشهورة عالميا، حيث تعتبر أيقونة السينما المحلية. وهي من أفضل ممثلة أرجنتينية والأكثر شهرة وتعتبر أيقونة ثقافية.

## حياتها
نورما هي ابنة الممثل بيدرو ألياندرو. في أواخر 1970، نفيت إلى باراغواي بسبب آرائها الانتقادية ضد الديكتاتورية العسكرية. ومن ثم انتقلت إلى إسبانيا ولم ترجع إلى الأرجنتين رغم انتهاء الديكاتورية العسكرية في 1983.
في 1985، شاركت في فيلم الحكاية الرسمية (بالإسبانية: La historia oficial)‏ الذي فاز بجائزة الأوسكار لأفضل فيلم بلغة أجنبية، وفازت هي أيضا عن دورها في الفيلم بجائزة مهرجان كان السينمائي لأفضل ممثلة.
شاركت أيضا في أفلام أرجنتينية أخرى ترشحت لجائزة الأوسكار مثل ابن العروس (بالإسبانية: El hijo de la novia)‏، شمس الخريف (بالإسبانية: Sol de otoño)‏ و المنارة (بالإسبانية: El Faro)‏.
كما شاركت في أفلام هوليوود مثل حرب رجل واحد (بالإنجليزية: One Man's War)‏ بجانب أنتوني هوبكنز و غابي: قصة حقيقية (بالإنجليزية: Gaby: A True Story)‏.
تزوجت ألياندرو بأوسكار فيرينيو وأنجبا الممثل أوسكار فيرينيو (الابن)، ثم تطلقا، لتتزوج بإدواردو دي بول.

## أعمالها

### تمثيل
- 2017: حقيبة بينافيديز (La valija de Benavídez)
- 2017: الحديقة البرونزية (El jardín de bronce)
- 2016: الدكتورة أنجيليتا (Angelita, la doctora)
- 2016: الأغنياء لا يطلبون الإذن (Los ricos no piden permiso)

### كتابة السيناريو
- 1970: الورثة (Los herederos)

## الجوائز
| السنة | الجائزة                            | الفئة              | العمل           | النتيجة |
| ----- | ---------------------------------- | ------------------ | --------------- | ------- |
| 1985  | مهرجان كان السينمائي               | أفضل ممثلة         | الحكاية الرسمية | فوز     |
| 1985  | دائرة نيويورك لنقاد الفيلم         | أفضل ممثلة         | الحكاية الرسمية | فوز     |
| 1985  | مهرجان كارتاغينا للفيلم            | أفضل ممثلة         | الحكاية الرسمية | فوز     |
| 1987  | ديفيد دي دوناتيلو                  | أفضل ممثلة أجنبية  | الحكاية الرسمية | فوز     |
| 1996  | مهرجان سان سيباستيان الدولي للفيلم | أفضل ممثلة         | شمس الخريف      | فوز     |
| 1996  | مهرجان هافانا للفيلم               | أفضل ممثلة         | شمس الخريف      | فوز     |
| 2002  | مهرجان غرامادو                     | أفضل ممثلة لاتينية | ابن العروس      | فوز     |